# Dambulla-Höhlentempel
Der Dambulla-Höhlentempel (singhalesisch: දඹුල්ල ලෙන් විහාරය), auch als Goldener Tempel von Dambulla bekannt, befindet sich in der Zentralregion von Sri Lanka. Er gehört zum UNESCO-Weltkulturerbe und ist einer der am besten erhaltenen Orte von Höhlenkunst weltweit.
Dieser Höhlentempelkomplex ist der größte seiner Art in Sri Lanka. Es gibt mehr als 80 Höhlen in der Region. Dieser Höhlenkomplex befindet sich 160 Meter über dem Boden in der Mitte eines riesigen Felsblocks. Der Felsbrocken dominiert die gesamte Landschaft, sodass Kletterer den unberührten Wald in einem 360-Grad-Winkel überblicken können. Der Tempel besteht hauptsächlich aus fünf separaten Höhlenstrukturen. Alle Höhlen konzentrieren sich darauf, die Lebensgeschichten zu erzählen, die mit dem Leben Buddhas und der Ethik des Buddhismus zusammenhängen.

## Geschichte
Die Entstehung des Tempels geht auf das 1. Jahrhundert v. Chr. zurück. In der Höhle neigte sich der perfekt geformte Felsbrocken nach vorne und bildete eine riesige Höhle mit einer Länge von über 100 Metern, einer Breite von 25 Metern und einer Höhe von 7 Metern. Zunächst wurde eine Tropfleitung geschnitzt, um die Innenräume und die buddhistischen Mönche vor Regenwasser zu schützen. Die Haupteingänge waren mit Giebeln und Bogenkolonnaden versehen. Dies verleiht dem Tempel ein einzigartiges, bezeichnetes, heiliges und spirituelles Äußeres.
König Walagamba von Anuradhapura (1. Regierungszeit: 104–103 v. Chr., 2. Regierungszeit: 89–76 v. Chr.) Verwandelte dieses Kloster vom 2. bis zum 1. Jahrhundert v. Chr. in einen Staatstempel. Es war eine interessante Lektion, in der der König aufgrund anhaltender Völkermordattacken südindischer Clans aus seinem nördlichen Königreich Anuradhapura ins Landesinnere von Dambulla fliehen musste. Die Mönche, die in dieser Zeit in dieser Höhle lebten, boten dem König Schutz.
15 Jahre später entmachtete der König unter dem Einfluss buddhistischer Mönche und Singhalesen die tamilischen Häuptlinge, eroberte den Thron zurück und vergaß nie die Höhle und die Mönche. Seitdem haben viele Könige den Tempel finanziell unterstützt, indem sie die Gemälde und Statuen restaurieren ließen. König Nishankamalla vom Königreich Polonnaruwa wurde hervorgehoben, weil er während seiner Regierungszeit 1190 n. Chr. 70 Buddha-Statuen dem Tempel gewidmet hatte. Die Giebeleingänge und die gewölbten Kolonnaden wurden während der Dynastie Siri Sanga Bo des Königreich Kandy im 15. Jahrhundert hinzugefügt; Decken- und Statuenfarben wurden ebenfalls restauriert.
Der Höhlentempel von Dambulla wurde 1991 als UNESCO-Weltkulturerbe anerkannt, hauptsächlich wegen seiner gut erhaltenen Wandmalereien. Er ist heute einer der angesehensten und meistbesuchten Tempel in Zentral-Sri Lanka und ein Anziehungspunkt für den Tourismus.

## Ausstattung
Das Innere ist vollständig von traditionellen Künsten dekoriert, hauptsächlich unter Berufung auf den Kunststil und das Handwerk von Kandyan, stark abhängig von Ritualen und Mustern des Buddhismus und der singhalesischen Kultur. Die Kunstwerke bestehen aus Statuen von Buddha, Bodhisathwa (praktizierender Buddha), Göttinnen und früheren Herrschern der Nation.

## Galerie

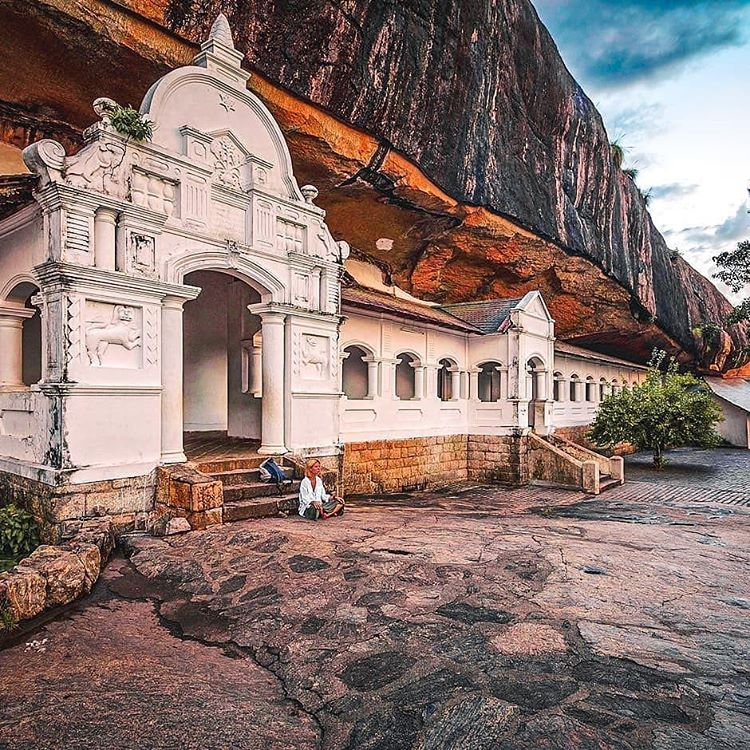
Eingänge zu den Höhlen
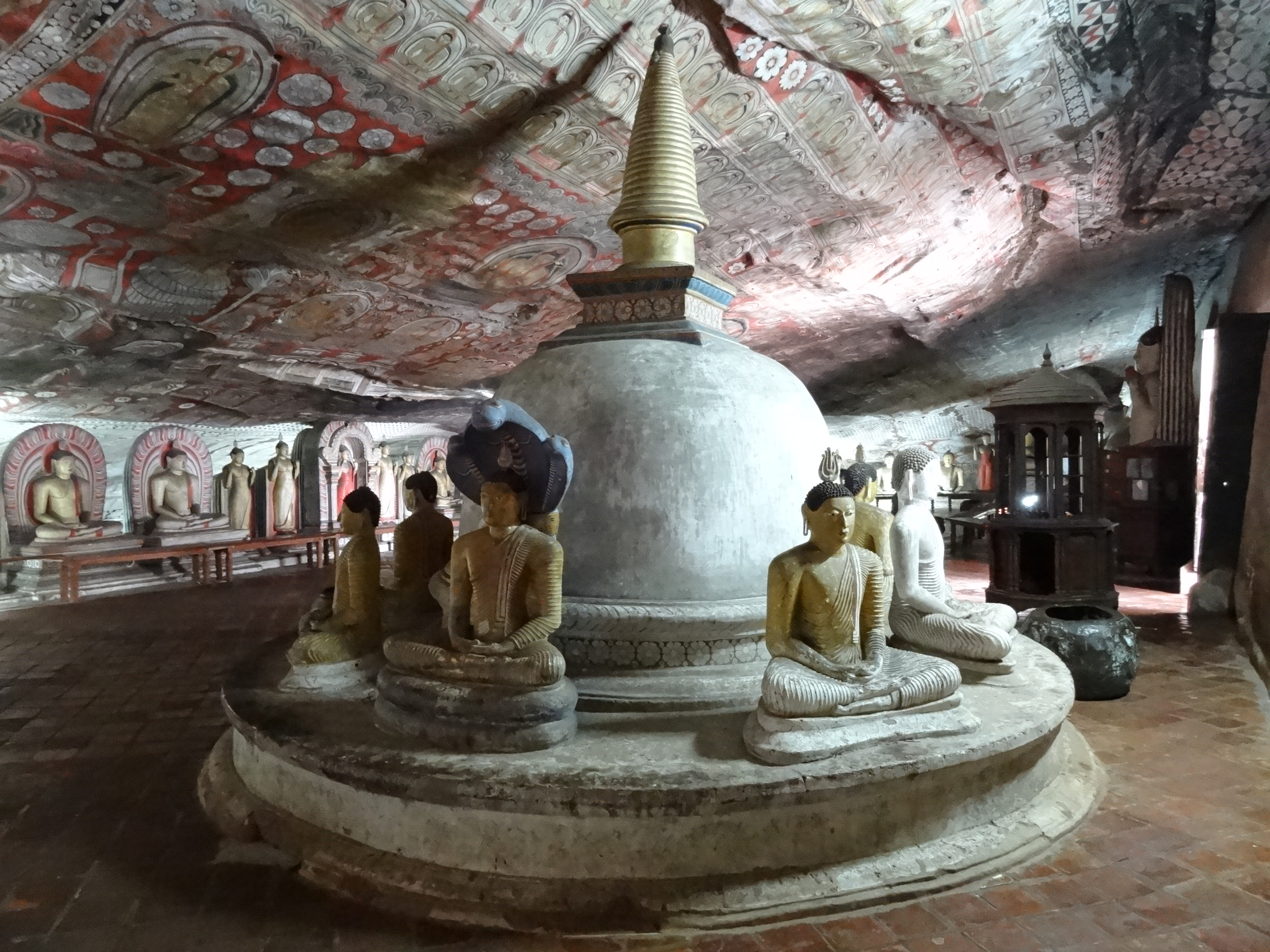
Skulpturen in den Höhlen
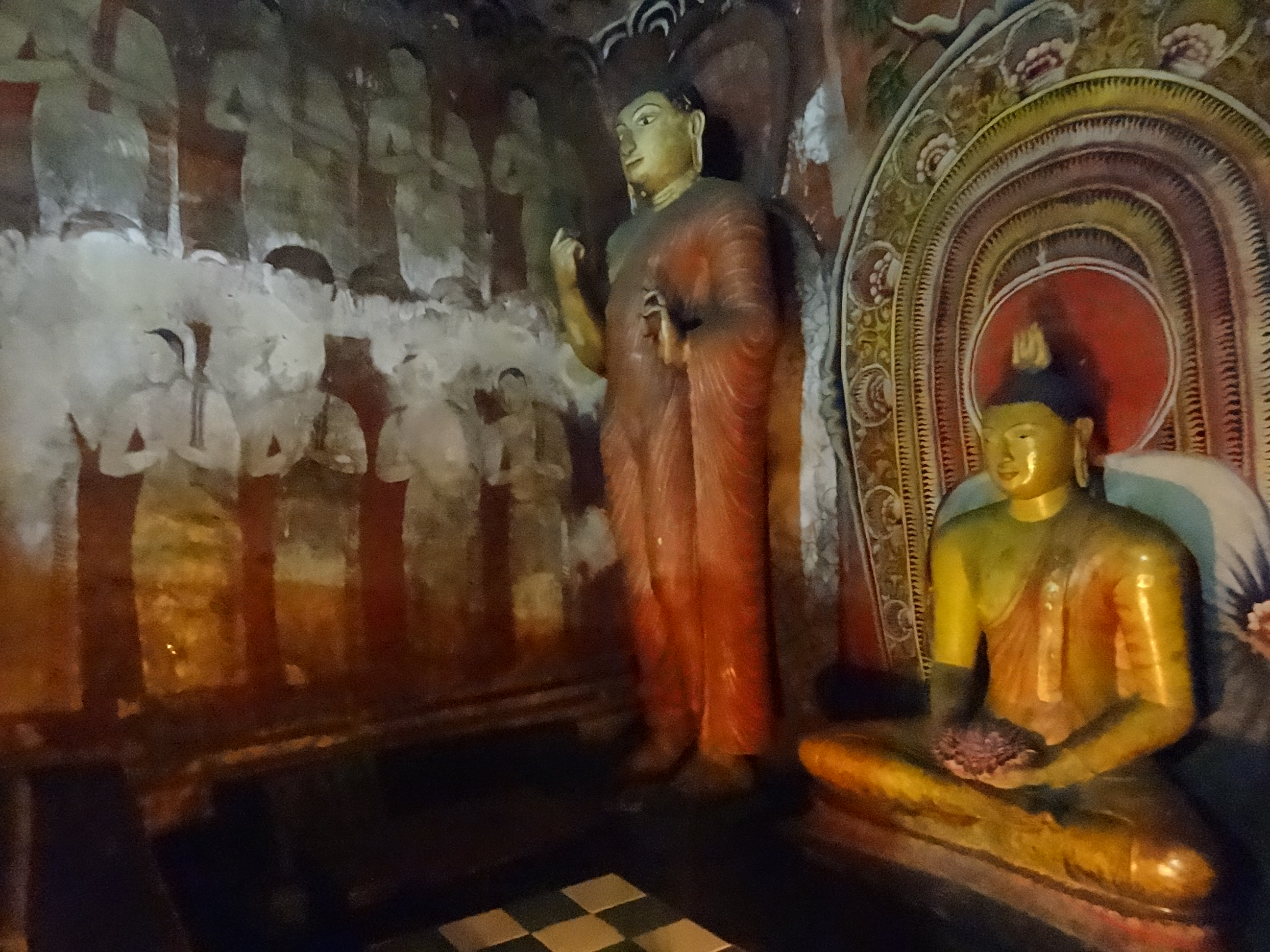
Wandmalerei und Skulpturen
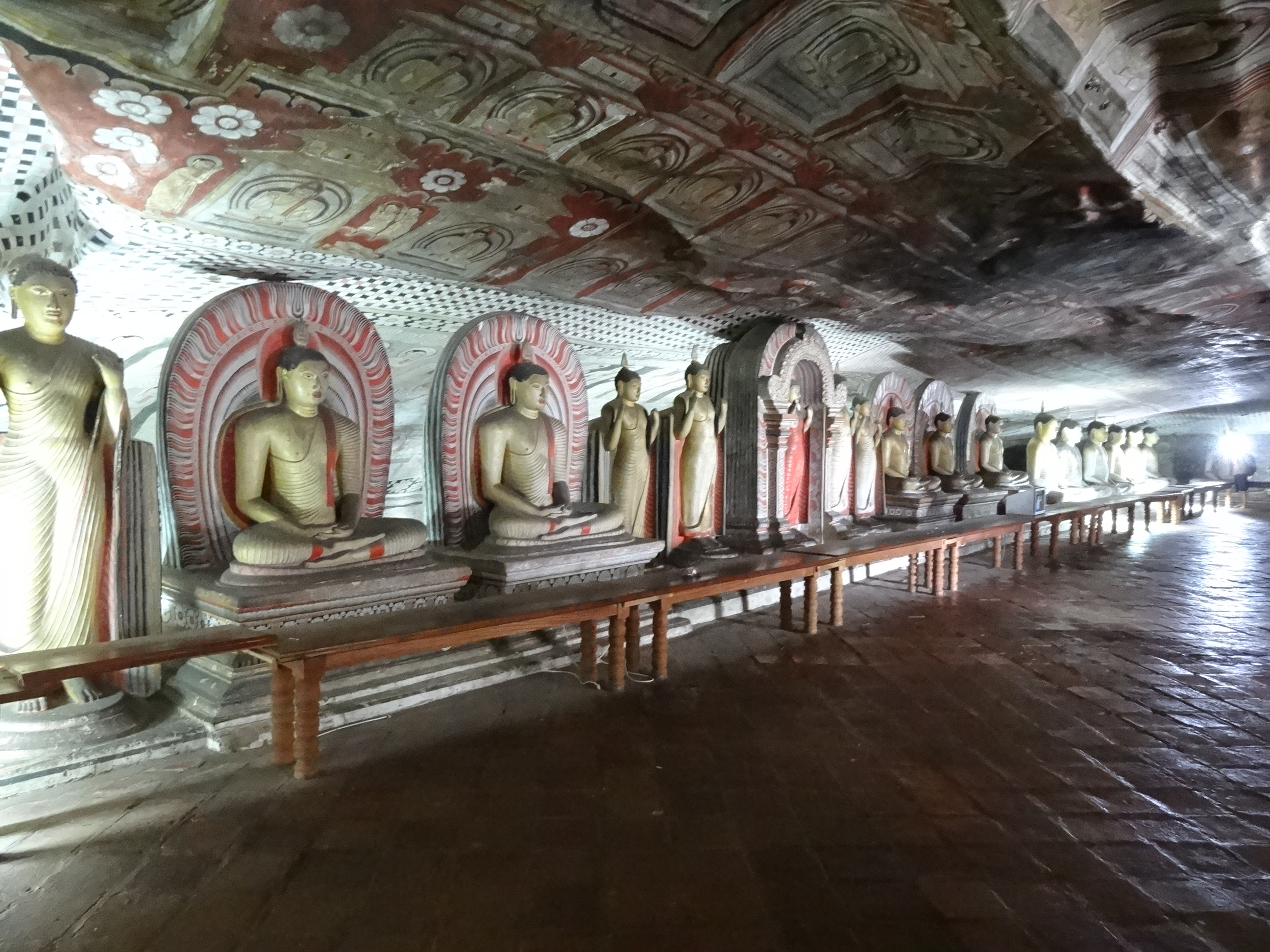
farbige Wandmalereien
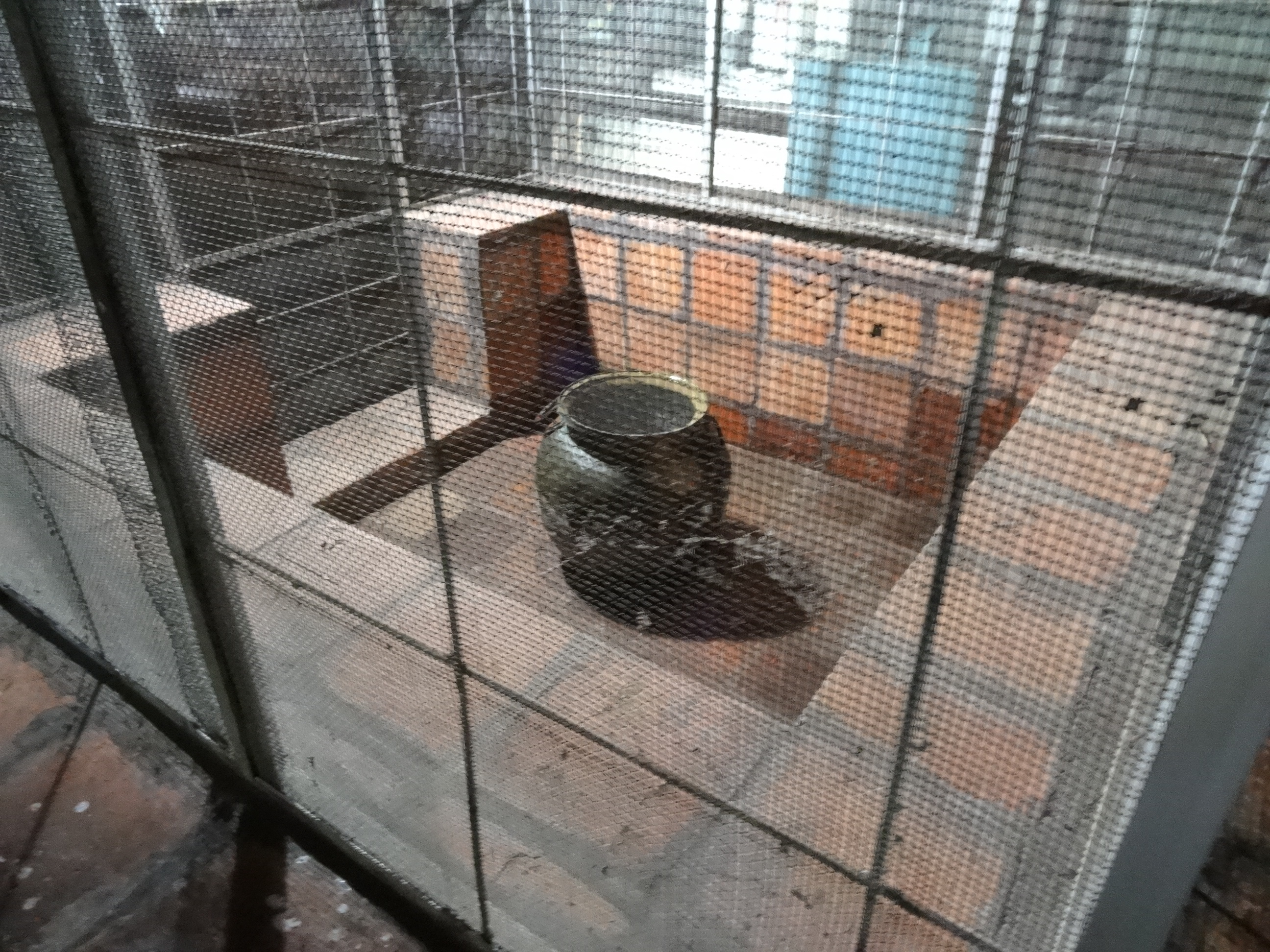
Wasserbecken

Laut Kunstkritikern hat dieser sanft funkelnde heilige Tempel eine eigene Gelassenheit und einen erstaunlichen Charme, den kein anderer Tempel der Welt zu bieten hat. Tausende von Wandgemälden, die das Leben Buddhas und die Geschichte des Buddhismus beschreiben, scheinen an der Felsdecke endlos zu sein. Die unebenen Felsoberflächen sind subtil mit traditionellen Kunstwerken und Farben gefüllt. In der Mitte befindet sich eine Wasserschale, um das Wasser aus einem Felsdeckenriss zu sammeln. Es wird angenommen, dass es aus einem natürlichen Teich auf der Oberseite des Felsens stammt, der sich mehr als 9 m über dem Höhlenkomplex befindet.